# Un film, une histoire

Un film, une histoire (titre original : The True Story en Grande-Bretagne, The Real Story aux États-Unis, aussi connue sous le titre "La Véritable histoire de...") est une série documentaire qui retrace la genèse de films américains à succès.
Les origines et inspirations de figures emblématiques du cinéma hollywoodien, comme Indiana Jones ou James Bond, sont ainsi disséquées par des historiens, des scientifiques et divers spécialistes. Diffusée à partir de 2011 sur France 5, cette série est composée d'images d'archives et de recherches et entretiens plus récente. Chaque épisode dure 50 minutes environ. David Hickman (en) et Chris Mitchell sont deux des principaux organisateurs de ces documentaires.

## Fiche technique
- Réalisation : David Hickman, Chris Mitchell, Sean Smith
- Narration : Éric Aubrahn
- Sociétés de production : Channel5, Blink Films, Real Stories Canada 2
- Société d'adaptation française : Nice Fellow

## Épisodes
| Titre          | Réalisateur | Résumé | Diffusion     |
| -------------- | ----------- | ------ | ------------- |
| Bravo Two Zero |             |        | 17 avril 2003 |

| Titre                 | Réalisateur | Résumé | Diffusion      |
| --------------------- | ----------- | ------ | -------------- |
| Mystery of the Hunley |             |        | 4 janvier 2005 |

| Titre                       | Réalisateur | Résumé | Diffusion       |
| --------------------------- | ----------- | ------ | --------------- |
| RMS Titanic's Final Moments |             |        | 26 février 2006 |

| Titre                    | Réalisateur | Résumé | Diffusion      |
| ------------------------ | ----------- | --- | -------------- |
| Nostradamus              |             | | 9 janvier 2007 |
| Jesse James              |             | |                |
| Frankenstein             |             | |                |
| Black Hawk Down          |             | |                |
| Stonehenge               |             | |                |
| Boston Strangler         |             | |                |
| Amelia Heart Conspiracy  |             | |                |
| Bermuda Triangle         |             | |                |
| Pirates des Caraïbes     | Paul Nelson | Le célèbre pirate interprété par Johnny Depp est-il une invention de pure fiction ou s'inspire-t-il de pirates historiques ? | 20 mars 2007   |
| Anastacia Msytery        |             | |                |
| Roswell incident         |             | |                |
| Herod the Great          |             | |                |
| Philosophers Stone       |             | |                |
| Angels and Demons        |             | |                |
| Bad Bombings             |             | |                |
| Jonestown Cult Suicides  |             | |                |
| Blood Diamonds           |             | |                |
| Olympic Massacre         |             | |                |
| Titanic Conspiracy       |             | |                |
| Columbia's Final Flight: |             | |                |

| Titre                 | Réalisateur     | Résumé | Diffusion     |
| --------------------- | --------------- | --- | ------------- |
| Indiana Jones         | David Hickman   | Roy Chapman Andrews et Otto Rahn ont-ils inspiré George Lucas et Steven Spielberg ? | 16 avril 2008 |
| James Bond            | Russell England | Les activités de Ian Fleming au British Department of Naval Intelligence (en) pendant la Seconde Guerre mondiale ont-elles inspiré la création de son héros ? James Bond est-il une incarnation de Patrick Dalzel-Job ? | 23 avril 2009 |
| L'Évadé d'Alcatraz    | David Hickman   | Frank Morris, John et Clarence Anglin ont-ils réellement réussi à s'évader d'Alcatraz le 11 juin 1962 ? | 30 avril 2009 |
| Les Incorruptibles    | Chris Mitchell  | Eliot Ness a-t-il réellement mis fin aux activités d'Al Capone, ou est-ce plutôt Frank J. Wilson, mandaté par l'IRS ?                                                                                                   | 7 mai 2009    |
| The Amityville Horror |                 | | 14 mai 2009   |

| Titre                          | Réalisateur      | Résumé | Diffusion        |
| ------------------------------ | ---------------- | --- | ---------------- |
| À la poursuite d'Octobre rouge | Sean Smith       | En 1975, en pleine guerre froide, un officier soviétique de la marine, Valery Sabline, organise une mutinerie à bord du navire sur lequel il sert, le Storojevoï. Il prend les commandes du bateau.                                                           |                  |
| Casino                         | Chris Mitchell   | Anthony Spilotro, figure du Las Vegas des années 1970, a-t-il inspiré Nicholas Pileggi et Martin Scorsese ? |                  |
| L'Exorciste                    |                  | L'exorcisme du Père jésuite William S. Bowdern (en) à Cottage City dans le Maryland en 1949 a-t-il inspiré le film? |                  |
| La trilogie Jason Bourne       | Tom Stubberfield | Robert Ludlum, l'auteur de la série de romans Jason Bourne, adaptée au cinéma, a inventé le parfait agent secret : un homme qui a subi un lavage de cerveau et a été programmé pour assassiner sur commande. Mais de tels individus existent-ils réellement ? | 27 décembre 2009 |

| Titre                  | Réalisateur | Résumé                                                                            | Diffusion |
| ---------------------- | ----------- | --------------------------------------------------------------------------------- | --------- |
| Le Silence des agneaux |             | Thomas Harris s'est-il inspiré de l'unité de science comportementale (en) du FBI? |           |

| Titre               | Réalisateur      | Résumé | Diffusion       |
| ------------------- | ---------------- | --- | --------------- |
| Titanic             | Andy Webb        | Retour sur le tragique naufrage du Titanic qui a bouleversé l'histoire et l'industrie cinématographique.               | 7 janvier 2011  |
| Jurassic Park       | Tom Stubberfield | Steven Spielberg s'est il inspiré de la théorie du livre The Dinosaur Heresies (en) qu'a écrit Robert Bakker en 1986 ? | 12 janvier 2011 |
| Les Dents de la mer |                  | Des attaques de requins dans le New Jersey en 1916 ont-elles inspiré le film?                                          | 3 mars 2011     |
| Gladiator           | Sean Smith       | Y a-t-il tant de différences entre la véritable histoire du gladiateur Maximus et son personnage adapté à l'écran ?    | 21 avril 2011   |

| Titre                                   | Réalisateur           | Résumé | Diffusion       |
| --------------------------------------- | --------------------- | --- | --------------- |
| Master and Commander                    |                       | | 08 janvier 2012 |
| Cent dollars pour un shérif - True Grit | Christie Callan-Jones | Des experts analysent la réalité du roman de Charles Portis (True Grit).                                                                                           | 12 février 2012 |
| Il faut sauver le soldat Ryan           |                       | Des experts, des historiens et des témoins reviennent sur le débarquement de Normandie en juin 1944.                                                               | 14 février 2012 |
| Braveheart                              | Sean Smith            | Le film de Mel Gibson s'inspire de Sir William Wallace, un patriote écossais du XIIIe siècle.                                                                      | 21 février 2012 |
| Apollo 13                               | Alan Mendelsohn       | L'incroyable aventure d'Apollo 13 | 28 février 2012 |
| Rencontres du troisième type            | Sean Smith            | La chasse à l'OVNI dans le comté de Portage et l'affaire d'enlèvement par des extraterrestres de Betty et Barney Hill ont-ils inspiré le film de Steven Spielberg? | 24 mai 2012     |

| Titre                        | Réalisateur | Résumé | Diffusion       |
| ---------------------------- | ----------- | --- | --------------- |
| Star Trek                    |             | La genèse de la saga, une interview du fils de Gene Roddenberry...                                                                             | 5 janvier 2013  |
| Platoon                      |             | | 11 janvier 2013 |
| Die Hard 4 : Retour en enfer |             | Rencontre avec des hackers et des enquêteurs du FBI pour analyser l'hypothèse d'une attaque massive des systèmes informatiques aux États-Unis. | 17 janvier 2013 |
| Scream                       |             | | 24 janvier 2013 |
| Da Vinci Code                |             | Enquête sur la relation entre Jésus de Nazareth et Marie de Magdala et visite de la chapelle de Rosslyn en Écosse.                             | 4 février 2013  |